# Volta ao México
A Volta ao México é uma Carreira de ciclismo de estrada por etapas que se desenvolve no México.
A sua primeira edição teve lugar em 1948 mas a sua disputa tem sido interrompida em várias ocasiões.
A Volta ao México tem uma rica história que data da década de 1940. A primeira edição de 1948, o vencedor foi Eduardo Aguilar. Na década de 50 destacou-se Ángel Romero quem venceu em 4 anos consecutivos.
As divergências entre empresas privadas e o governo do México para organizar a concorrência culminaram com o desaparecimento da prova em 1999. Em 2003 realizou-se por uma única edição a Volta às Américas, que constou de 21 etapas disputadas entre a 22 de fevereiro e a 16 de março e que foi vencida por Julio César Rangel.
Depois de 5 anos de recesso, em 2008 voltou-se a disputar a prova, patrocinada pelo Instituto Telmex e apoiado por CONADE (Comissão Nacional de Cultura Física e Desporto). Ao mesmo tempo foi incluída no calendário internacional dentro do UCI America Tour, sendo a última concorrência dessa temporada, na categoria 2.2. A partir da edição de 2009 Telmex entrou no nome da carreira chamando-se oficialmente durante dois anos Vuelta a México Telmex.
Em 2011 depois de ser anunciada a sua disputa para abril, foi adiada para setembro, e finalmente suspensa novamente.

## Maillots de Líder
- -Líder Geral
- -Melhor Mexicano
- -Líder Montanha
- -Líder Combatividade
- -Líder -23

## Palmarés
| Ano                                            | Ganhador            | Segundo               | Terceiro              |
| ---------------------------------------------- | ------------------- | --------------------- | --------------------- |
| Volta ao Centro da República - Volta ao México |                     |                       |                       |
| 1948                                           | Eduardo Aguilar     | Salomón Marinho       | Jorge Gutiérrez       |
| 1949                                           | Blaise Quaglieri    | Leon Duau             | Juventino Cepeda      |
| 1950                                           | Ricardo García      | Leon Duau             | Juventino Cepeda      |
| 1951                                           | Ángel Romero        | Alfonso Díaz          | Amando Martinez       |
| 1952                                           | Ángel Romero        | Julio Cepeda          | Bevis Wood            |
| 1953                                           | Ángel Romero        | Rafael Vaca           | Felipe Linan          |
| 1954                                           | Ángel Romero        | Magdaleno Cano        | Rafael Vaca           |
| 1955                                           | Cancelada           | Cancelada             | Cancelada             |
| 1956                                           | Rafael Vaca         | Magdaleno Cano        | Salvador Pacheco      |
| 1957                                           | Rafael Vaca         | Mauricio Mata         |                       |
| 1958-1959                                      | Suspendida          | Suspendida            | Suspendida            |
| 1960                                           | Porfinio Remigio    | Rubén Darío Gómez     | Mauricio Mata         |
| 1961                                           | Jacinto Brito       | Walter Moyano         | Emilio Cruz Díaz      |
| 1962-1981                                      | Suspendida          | Suspendida            | Suspendida            |
| Volta ao México                                |                     |                       |                       |
| 1982                                           | Bernardo Cólex      |                       |                       |
| 1983-1988                                      | Suspendida          | Suspendida            | Suspendida            |
| Estrada do México                              |                     |                       |                       |
| 1989                                           | Raúl Alcalá         | Sergei Kupreianovich  | Miguel Ángel Arroyo   |
| 1990                                           | Raúl Alcalá         | Miguel Ángel Arroyo   | Héctor Patarroyo      |
| 1991                                           | Julio César Ortegón | Federico Muñoz        | Michael Carter        |
| 1992                                           | Cancelada           | Cancelada             | Cancelada             |
| 1993                                           | Laurent Fignon      | Francisco Villalobos  | Michael Carter        |
| 1994                                           | Raúl Alcalá         | Miguel Ángel Arroyo   | Álvaro Serra Peña     |
| 1995                                           | Luis Espinosa       | Julio César Rangel    | Miguel Ángel Arroyo   |
| 1996                                           | Cancelada           | Cancelada             | Cancelada             |
| Estrada Azteca                                 |                     |                       |                       |
| 1997                                           | José Luis Vanegas   | Francisco Benítez     | Félix García Casas    |
| Estrada do México                              |                     |                       |                       |
| 1998                                           | Miguel Ángel Arroyo | José Ángel Robles     | Juan Carlos Fonseca   |
| 1999                                           | José Luis Vanegas   | José Ángel Robles     | Israel Ochoa          |
| 2000-2001                                      | Suspendida          | Suspendida            | Suspendida            |
| Volta das Américas                             |                     |                       |                       |
| 2003                                           | Julio César Rangel  | Óscar Alvarez         | Argiro Sapata         |
| 2004-2007                                      | Suspendida          | Suspendida            | Suspendida            |
| Volta ao México Telmex                         |                     |                       |                       |
| 2008                                           | Glen Chadwick       | Arquímedes Lam        | Ivan Fanelli          |
| 2009                                           | Jackson Rodríguez   | Carlos López González | David Vitoria         |
| 2010                                           | Óscar Sevilla       | Daniel Rincão         | Gregorio Ladino       |
| 2011                                           | Cancelada           | Cancelada             | Cancelada             |
| 2012                                           | Julián Rodas        | Daniel Jaramillo      | Edwar Stiber Ortiz    |
| 2013                                           | Cancelada           | Cancelada             | Cancelada             |
| 2014                                           | Juan Pablo Villegas | Maxat Ayazbayev       | Víctor García Estévez |
| 2015                                           | Francisco Colorado  | Óscar Sevilla         | Óscar Pachón          |
| 2016-2019                                      | Cancelada           | Cancelada             | Cancelada             |

### Mais vitórias gerais
| Ciclista          | Vitórias | Anos                   |
| ----------------- | -------- | ---------------------- |
| Ángel Romero      | 4        | 1951, 1952, 1953, 1954 |
| Raúl Alcala       | 3        | 1989, 1990, 1994       |
| Rafael Vaca       | 2        | 1956, 1957             |
| José Luis Vanegas | 2        | 1997, 1999             |

## Palmarés por países
| País            | Vitórias | 2.º lugar | 3.º lugar | Total |
| --------------- | -------- | --------- | --------- | ----- |
| México          | 15 (10)  | 12        | 10        | 37    |
| Colômbia        | 8 (7)    | 8         | 8         | 24    |
| França          | 2 (2)    | 2         | 0         | 4     |
| Espanha         | 1        | 2         | 3         | 6     |
| Nova Zelândia   | 1        | 0         | 0         | 1     |
| Venezuela       | 1        | 0         | 0         | 1     |
| Uruguai         | 0        | 1         | 0         | 1     |
| União Soviética | 0        | 1         | 0         | 1     |
| Cazaquistão     | 0        | 1         | 0         | 1     |
| Estados Unidos  | 0        | 0         | 2         | 2     |
| Reino Unido     | 0        | 0         | 1         | 1     |
| Itália          | 0        | 0         | 1         | 1     |
| Suíça           | 0        | 0         | 1         | 1     |
|                 | 0        | 1         | 2         | 3     |

- Entre parêntese o número de ciclistas diferentes que têm conseguido vitórias para cada país.